# Neoprogressive in Italia
Il neoprogressive in Italia si è prefigurato come una corrente del movimento musicale Neoprogressive, sviluppatosi nella seconda metà degli anni ottanta in Italia, che si riallaccia alla tradizione del rock progressivo del decennio precedente. Il movimento ha avuto il suo apice tra la fine degli anni ottanta e l'inizio dei novanta.

## Riferimenti stilistici
I gruppi italiani del neoprogressive si rifanno alla tradizione degli anni settanta con particolare riferimento alla corrente del rock romantico e sinfonico. Si riprendono alcuni tratti distintivi del progressive storico, quali i concept album, le lunghe suite con gli assoli e i virtuosismi, e gli arrangiamenti barocchi. I maggiori ispiratori sono i Genesis, i Gentle Giant e la scena di Canterbury (Soft Machine, Caravan e Gong), con qualche riferimento a certe sonorità dei Van der Graaf Generator. Non mancano anche riferimenti al "flash rock" di ELP. Della tradizione italiana si avvertono soprattutto le influenze della Premiata Forneria Marconi e del Banco del Mutuo Soccorso, ma anche di gruppi minori e ben caratterizzati quali il Balletto di Bronzo.

## Storia
Il movimento italiano nasce contemporaneamente all'esplosione commerciale delle band neoprogressive inglesi, quali ad esempio i Marillion e gli It Bites. Il progressive storico si era di fatto spento nel 1977 con l'affermarsi del punk, ma il culto per la musica progressive in Italia era sempre rimasto vivo tra nuclei di irriducibili fan, che si coagulavano attorno al circuito del collezionismo di vinile, e soprattutto alle fanzine. Intorno alla metà degli anni ottanta, l'interesse per il progressive sorto nei mercati dell'estremo oriente (nonché in Francia, grazie all'etichetta specializzata Musea) e i primi consensi, anche commerciali, delle sopra citate band neoprogressive inglesi (insieme agli IQ, ai Pendragon, ai Pallas, e ai Twelfth Night) permisero la rinascita di un vero e proprio movimento che comunque faticò ad affermarsi.
Nell'aprile del 1984 nasce a Milano la fanzine Paperlate che agli inizi è quasi l'organo del nascente movimento. La prima fase (1985-1989) è quasi interamente costituita dalla pubblicazione di dischi demo (stampe private, solitamente composte da 4 pezzi, incise in proprio dagli stessi autori e distribuite attraverso canali alternativi). Tra questi vanno ricordati il primo vinile degli Human Expression, datato 1985, e i primi due lavori degli Ezra Winston. I  Nuova Era, dopo il demo stampato nel 1987, l'anno successivo pubblicano L’ultimo viaggio per la Contempo, seguito nel 1989 da Dopo l'infinito, due concept che riscuotono attenzioni anche in estremo oriente), con riferimenti ad ELP, Museo Rosenbach e al Balletto di Bronzo. Altro gruppo pioniere sono gli alessandrini Arcansiel, la cui prima opera è un demo del 1988 intitolato Four daisies. Stesso percorso per i romani Leviathan, giunti al primo album solo nel 1988 con un disco dalla copertina apribile intitolato Heartquake, di cui viene confezionata anche una edizione in vinile rosso, in tiratura limitata dedicata al mercato collezionistico. Il Notturno Concertante arriva alla prima incisione solo nel 1990, con l'album The hiding place. Si erano formati già nel 1985, senza riuscire ad arrivare in sala d'incisione. Incoraggiati dal supporto dei circuiti alternativi, riescono a mettere in circolazione due demo, l'etereo Crystal spirits del 1986 seguito l'anno successivo da My wordless chant, prima di essere scritturati dalla francese Musea.
Segue una fase di maggior respiro (1990-1992) aiutata anche dalla nascita di tante etichette specializzate (Mellow, Vinyl Magic, Daemon, Kaliphonia, Electromantic Music) che si affiancano alle poche etichette già attive, quali la Contempo e la Angel Records.